# Planking

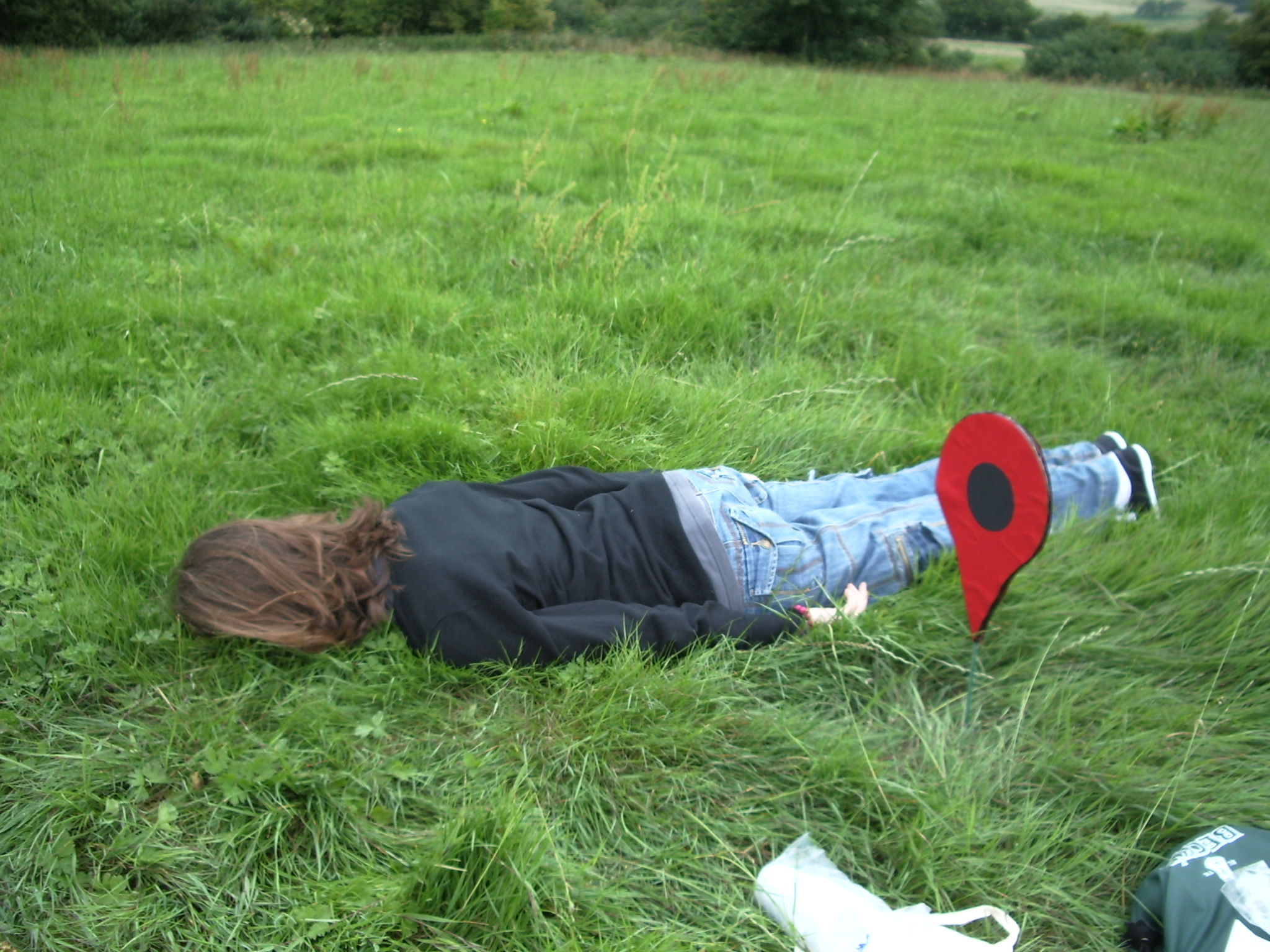
Egy személy plankingelés közben egy mezőn

A planking (magyar nevén vigyázzban fekvés vagy deszkázás) játék lényege, hogy szokatlan helyeken kell hason feküdni. A szabályok szerint a két kéznek a test mellett szorosan kell elhelyezkedni. A játékhoz hozzátartozik az is, hogy a testhelyzetről fényképet kell készíteni és az interneten közzétenni. A játékosoknak minél izgalmasabb és extrémebb helyszínt kell választaniuk, ami lehetőség szerint minél nyilvánosabb legyen és minél többen lássák az akciót.

## A planking története
A planking feltalálói között számos nevet emlegetnek, az biztos, hogy 1997-ben Gary Clarkson és Christian Langdon két angol fiatalember kezdte el a játékot "the lying down game" néven. Ezt követően Európában és Japánban is elterjedt, sőt még Koreában is akadtak követői. A planking nevet azonban csak 2011-ben az ausztrál Gladstone városában kapta meg.
Az ausztrál rögbijátékos, David „Wolfman” Williams 2011. március 27-én a Manly-Warringah Sea Eagles vs Newcastle Knights meccsen plankingelt, majd ezt követően egy tévéshowban is nyilatkozott erről.
2011. május 15-én Acton Beale, egy 20 éves fiatalember lakásának hetedik emeleti erkélyének korlátján plankingelt, amikor lezuhant és nem élte túl. A hír bejárta a világsajtót és ez ráirányította a figyelmet a planking játékra.
2011. május 18-án az IndyCar versenysorozatban Scott Dixon autóversenyző plankingelt a versenyautója abroncsain.
2011. május 29-én Max Key, az új-zélandi miniszterelnök fia töltött fel magáról fényképet a Facebookra plankingelés közben. Miután két nappal később a fotó megjelent a New Zealand Herald címlapján, a miniszterelnök irodája nem nyilatkozott, de egy nappal később John Key, Új-Zéland miniszterelnöke azt nyilatkozta, hogy nem lát semmi rosszat a plankingelésben, amennyiben biztonságosan csinálják.

## A planking Magyarországon
Magyarországon 2011. május elején kezdett terjedni a planking, amelyre pár hét alatt több közösség verbuválódott. A témával foglalkozott a TV2 Mokka című műsora is és az Origo is hosszabb összefoglalót készített az internetes mémről.